# عملیات زیرزمینی راه‌آهن
عملیات زیرزمینی راه‌آهن (انگلیسی: Operation Underground Railroad) یک سازمان غیرانتفاعی است که به وسیلهٔ تیم بالارد تشکیل شد تا به دولتها در سراسر جهان برای نجات قربانیان قاچاق انسان یا قاچاق زنان برای استثمار جنسی و با تمرکز بیشتر روی کودکان کمک کند. کار این سازمان برنامه‌ریزی، در دستگیری و تعقیب مجرمین است و با سازمانهای مشابه برای جلوگیری از قربانی شدن، بازیابی قربانیان، افزایش آگاهی، و جذب سرمایه همکاری می‌کند. این سازمان سابقه انجام عملیات مخفی با تیمهای واکنش سریع را دارد که تماماً ثبت شده هستند تیمهایی که شامل عوامل سابق سیا، اعضای نیروهای عملیات ویژه آمریکا و سایر داوطلبان پشتیبان می‌باشند. این سازمان برای کارهای مخفی‌اش معروف است، کارهایی با همکاری تیمهای واکنش سریع، از جمله مأموران سابق سازمان سیا، اعضای تیمهای عملیات ویژهٔ آمریکا و دیگر داوطلب‌ها انجام می‌داد. هدف نهایی این سازمان پایان دادن به قاچاق زنان برای استثمار جنسی در سراسر گیتی است.
در گزارش این سازمان در سال ۲۰۱۶ آمده‌است که ۵۲۹ مورد افرادی که قربانی قاچاقچیان شده بودند نجات یافتند و ۱۸۲ نفر قاچاقچی بازداشت شدند.

## پیشینه
مؤسس این سازمان تیم بالارد به‌مدت ۱۲ سال در یکی از سرویسهای اطلاعاتی آمریکا مرتبط با وزارت امنیت میهن ایالات متحده آمریکا سابقه کار دارد، وی روی جنایات اینترنتی علیه کودکان کار و نیز در تیمهای نجات کودکان از چنگال قاچاقچیان کار کرده‌است. او موفق به نفوذ و انهدام ده‌ها سازمان قاچاقچی که کودکان را دزدیده و بزور وارد بازار بردگی جنسی کرده‌اند، گردید. در عین حال بالارد اگر مواجه با موردی می‌شد که قابل پیگیری در دادگاه‌ها آمریکا نبود قدرت انجام کاری را نداشت. بالارد چون فاقد خط‌مشی بود که بتواند کودکان به برده گرفته شده در کشورهای توسعه نیافته را نجات دهد تلاشهایش عقیم می‌ماند (گرچه از وی گزارشهای مثبتی در کار با دولت آمریکا وجود داشت) و او در ماه اکتبر ۲۰۱۳ دولت را ترک کرد تا سازمان عملیات زیرزمینی راه‌آهن را راه‌اندازی کند.